# Pasta alla carbonara

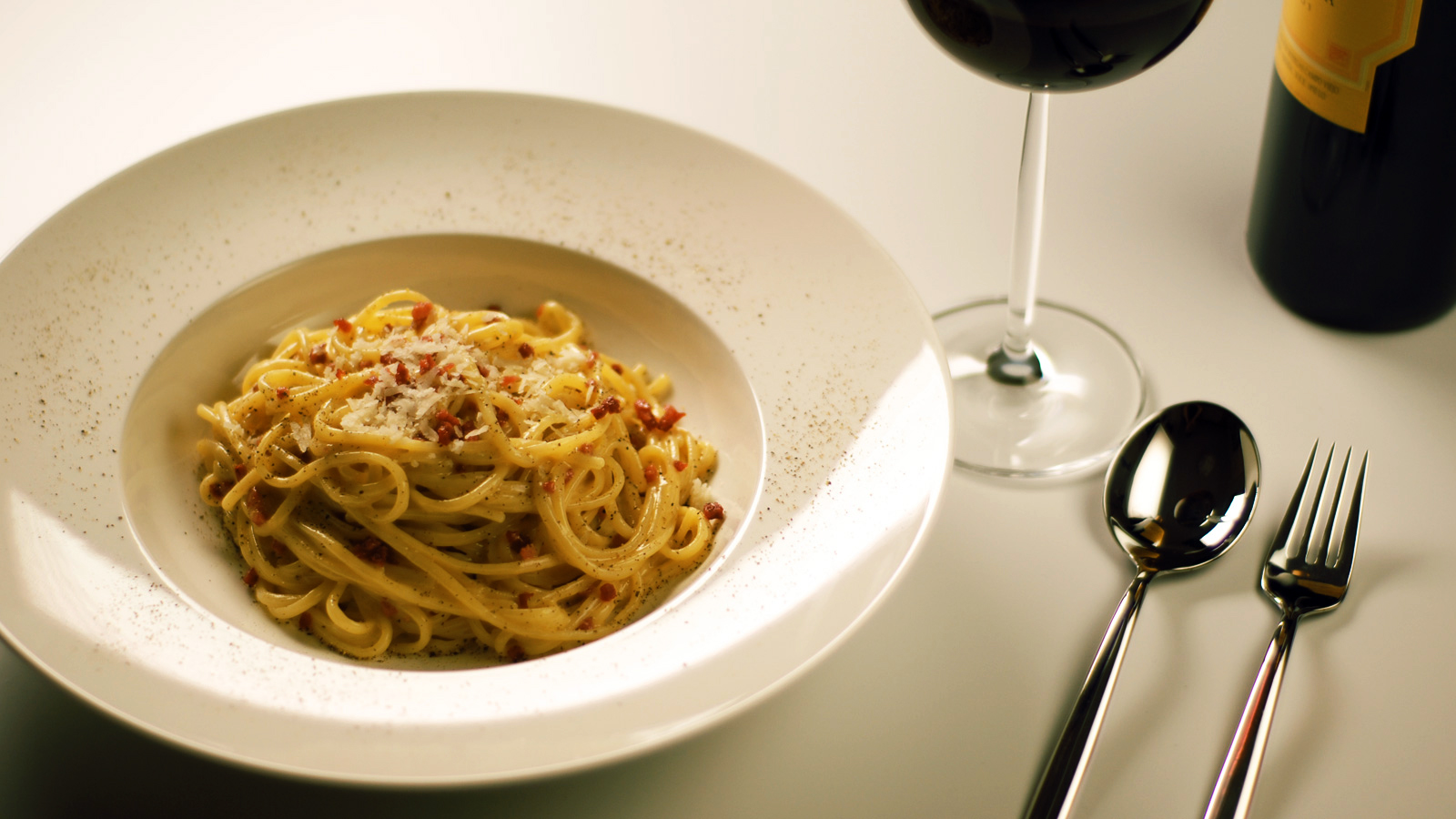
Spaghetti alla carbonara.

Pasta alla carbonara (förenklat carbonara) är en pastarätt som ingår i det italienska köket. Rätten består av fläskkött i form av guanciale eller pancetta, ägg, pecorino, svartpeppar och pasta, ofta spaghetti. 

## Tillagning
Tillagningen är förenklat enligt följande. Pastan kokas i saltat vatten samtidigt som fläsket steks. Såsen skapas genom att äggen knäcks i en skål och vispas med ost och mald svartpeppar. Den kokta pastan vänds ned i stekpannan tillsammans med en del av pastavattnet och smaksätts av det smälta fettet från fläsket. Därefter hälls ägg- och ostblandningen ned i stekpannan och genom omvändning täcks pastan av smeten, som värms utan att koagulera. Slutligen grovmals ytterligare svartpeppar över rätten, som toppas med ytterligare pecorino romano.

## Varianter
Det förekommer recept där de hela äggen helt eller delvis ersätts av äggula, vilket ger såsen en gräddig konsistens. Den ursprungliga italienska rätten är baserad på ett begränsat antal ingredienser, men ibland förekommer varianter med ytterligare tillsatser eller billigare råvaror som t.ex. bacon. Varianter kan även innehålla andra ostar som Parmigiano-Reggiano (parmesan).

## Historia
Den liknande italienska rätten pasta alla gricia finns i skrift från 1839, men uttrycket spaghetti alla carbonara
är först från 1950. Det har tolkats som att man inte gjorde skillnad på maträtterna före andra världskriget, utan kallade båda för  pasta alla gricia.

### Etymologi
Termen carbonara kommer från det italienska carbonare eller kolmila och kan syfta på svartpepparn på toppen, som liknar kol. Carbonari betyder bokstavligen kolare, men var också namnet på ett hemligt sällskap. Det har föreslagits att spaghetti carbonara ska tolkas som kolarhustruns spaghetti.